# Deganwy
Deganwy (middelwalisisk Degannwy) er en by og valgdistrikt i Conwy County Borough i Wales med et indbyggertall på 3.936 (2011). Den ligger på Creuddynhalvøen ved siden af Llandudno (mod nord) og Rhos-on-Sea (mod øst). Historisk har den været en del af Caernarfonshire, og halvøen ligger i en region af North Wales, hvor omkring hver tredje kan tale walisisk, og den rummer nogle af de dyreste gader i Wales. Deganwy ligger øst for byen Conwy (på den anden side af floden Conwy) og sammen danner de Conwy community.
Navnet Deganwy er blevet tolket som Din-Gonwy, hvilket betyder "vadestedet ved floden Conwy", men den historiske stavemåde gør det umuligt endeligt at afgøre, om det det er det oprindelige navn, selvom den i Domesday Book nævnes som "Decanae-stammens territorium".
Der blev opført en fæstning i træ, der blev genopført i sten efter 1210. Ruinerne af denne kaldes Deganwy Castle.
Det samledebyområde bestående af Deganwy og Llandudno Junction havde en indbyggertal på 10.658 i 2011.